# Saint-Aubin, Indre

Saint-Aubin este o comună în departamentul Indre, Franța. În 1 ianuarie 2022 avea o populație de 151 de locuitori.